# Schacko Klak
Schacko Klak ist ein luxemburgischer Film von Frank Hoffmann und Paul Kieffer aus dem Jahr 1990. Er basiert auf Elementen aus dem Roman Schacko Klak von Roger Manderscheid.

## Handlung
Der Film spielt im Jahr 1942 in einem kleinen luxemburgischen Dorf. Luxemburg ist vom Deutschen Reich besetzt. Aus der Sicht von Christian, einem 11-jährigen Jungen, werden die durch den Krieg verursachten Veränderungen im Dorf und Dorfleben erzählt.

## Produktion
Anlässlich des 150. Jahrestags der Unabhängigkeit Luxemburgs (1989) beschloss das Kulturministerium 1988, einen Film zu produzieren, der sich mit der kulturellen Identität Luxemburgs befasst. Deshalb veranstaltete es einen Wettbewerb mit einem Preisgeld von 15 Millionen Luxemburgischer Franc für das beste Drehbuch. Es wurden 12 Drehbücher eingereicht. Das Team um die spätere Produktionsfirma Samsa Film gewann diesen Wettbewerb mit der Idee, Roger Manderscheids Roman Schacko Klak zu verfilmen.
Ursprünglich sollte es sich nicht um einen Film, sondern um eine Miniserie mit vier Episoden à 52 Minuten handeln, die die Jahre 1936 bis 1944 abdeckt, die auch im Roman beschrieben werden. Da Samsa Film aber keine Koproduzenten finden konnte, die zum Budget beitragen konnten, wurde aus der Miniserie ein Spielfilm, der erst 1942 spielt.
Das Ministerium für Kultur Luxemburg hat für die Produktion des Films Schacko Klak 10 Millionen luxemburgische Franken aus dem Staatshaushalt zur Verfügung gestellt.

## Veröffentlichung
Schacko Klak war trotz der mangelnden Erfahrung des Regisseurs ein großer Erfolg und gilt als wichtiger Schritt in der Entwicklung der Filmindustrie in Luxemburg. Es wurde in Luxemburg von insgesamt 11.003 Menschen gesehen. In Deutschland wurde er am 12. Januar 1995 erstmals im SWR im Fernsehen gezeigt.
Schacko Klak wurde auf den Filmfestivals in Moskau, Giffoni, Montréal, Viareggio, Edinburgh und London gezeigt und lief auch auf dem renommierten Festival Internacional de Cine de San Sebastián. Es gewann einen Preis beim Filmfestival von Tróia („Besondere Erwähnung“ der OCIC-Jury) und Alençon (Beste Kamera). 1992 gewann Schacko Klak zwei „Goldener Schmetterling“-Preise als bester Spielfilm und für die beste Regie beim International Film Festival for Children and Youth in Isfahan.
Im November 2000 wurde der Film im Rahmen des Fokus auf den luxemburgischen Film beim Filmfestival in Kolkata in Indien vor mehr als 1.000 Zuschauern gezeigt. Bei dieser Aufführung war auch der Regisseur Paul Kieffer anwesend.

## Kritik
Die Redaktion des Lexikon des internationalen Films bemängelte, dass die „lose aneinandergereihten Episoden [des Films] keine rechte Spannung aufkommen“ lassen. Zudem zeige sich „in der übertrieben pathetischen Musikbegleitung und im holprigen Schnitt […] die geringe Erfahrung der Regisseure“, trotzdem sei der Film „als in Landessprache für den winzigen heimischen Markt realisierte Kino-Produktion […] beachtlich.“